# Norops duellmani
Norops duellmani är en ödleart som beskrevs av  Fitch och HENDERSON 1973. Norops duellmani ingår i släktet Norops och familjen Polychrotidae. Inga underarter finns listade i Catalogue of Life.